# Adoxotoma nigroolivacea
Adoxotoma nigroolivacea is een spinnensoort in de taxonomische indeling van de springspinnen (Salticidae).
Het dier behoort tot het geslacht Adoxotoma. De wetenschappelijke naam van de soort werd voor het eerst geldig gepubliceerd in 1909 door Simon.

## Voorkomen
De soort komt voor in West-Australië.